# Дондуков, Алексей Фёдорович
Князь Алексей Фёдорович Дондуков (имя при рождении: Додьби; 1734—1781) — полковник лейб-гвардии Конного полка, тайша Багацохуровского улуса (1762—1781).

## Биография
Второй сын калмыцкого хана Дондук-Омбо (1735—1741) от брака с кабардинской княжной Джан (Верой Дондуковой).
В марте 1741 года умер калмыцкий хан Дондук-Омбо. После его смерти началась борьба за вакантный ханский престол между его родственниками. Ханша Джан 
стремилась посадить на ханский престол своего старшего 10-летнего сына Рандула, старшего брата Додьби.
В сентябре 1741 года царское правительство утвердило новым калмыцким ханом Дондук-Даши (1741—1761), внука Аюки-хана. Чтобы прекратить дальнейшую междоусобную борьбу за власть, ханша Джан с детьми в том же 1744 году была вывезена в Санкт-Петербург.
В декабре 1744 года в Петербург ханша Джан приняла православное крещение и стала княгиней Верой Дондуковой. Её сыновья (Рандул, Додьби, Ассарай и Джубасар) и дочери (Далеку и Бунигара) также приняли православие. Рандул стал Петром, Додьби — Алексеем, Ассарай — Ионой, Джубасар — Филипп, Далеку — Любовью, а Бунигара — Надеждой. Все они получили княжеский титул и фамилию Дондуковых.
Все сыновья княгини Веры Дондуковой были определены в первый шляхетский корпус в Санкт-Петербурге. Алексей Дондуков стал учиться с июня 1745 года.
Старший брат князь Пётр Дондуков скончался в чине прапорщика в 1752 году, а младший брат Филипп Дондуков, имея чин сержанта, умер в 1761 году.
Князь Алексей Дондуков служил в Преображенском и Конном гвардейских полках. В 1762 году с чином полковника был отправлен для управления отцовским Багацохуровским улусом (ему вместе с матерью и братом принадлежало 3086 кибиток — более 15 тысяч душ мужского пола). Алексей и Вера Дондуковы поселились в городе Енотаевск.
В 1781 году бездетный князь Алексей Фёдорович Дондуков скончался в Енотаевске, ненамного пережив своего младшего брата Иону Дондукова.